# Ptygura brachiata
Ptygura brachiata är en hjuldjursart som först beskrevs av Hudson 1886.  Ptygura brachiata ingår i släktet Ptygura och familjen Flosculariidae. Inga underarter finns listade i Catalogue of Life.